# لياداغميس بوفيا
لياداغميس بوفيا رودريغيز (ولدت في 6 فبراير 1996) هي لاعبة ألعاب قوى كوبية متخصصة في القفز الثلاثي. فازت بالميدالية الفضية في بطولة العالم للناشئين عام 2014، تأهل إلى الألعاب الأولمبية الصيفية 2016 في ريو دي جانيرو، شاركت في في دورة الألعاب الأولمبية الصيفية 2020 في طوكيو.